# 바버라 햄블리
바버라 햄블리(Barbara Hambly, 1951년 8월 28일~ )는 미국의 소설가, 시나리오 작가이다.

## 개요
| 출생      | 1951년 8월 28일 (60세) 미국 캘리포니아 샌디에이고     | 1951년 8월 28일 (60세) 미국 캘리포니아 샌디에이고     |
| 직업      | 소설가, 시나리오 작가                                 | 소설가, 시나리오 작가                                 |
| 국적      | 미국                                                  | 미국                                                  |
| 활동기간  | 1982~                                                 | 1982~                                                 |
| 장르      | 추리소설, 공포소설, 판타지 소설                       | 추리소설, 공포소설, 판타지 소설                       |
| 주요 작품 | Those Who Hunt the Night,Travelling with the Dead, 등 | Those Who Hunt the Night,Travelling with the Dead, 등 |

바버라 햄블리는 1951년 8월 28일에 미국의 캘리포니아 샌디에이고에서 태어나 고등학교를 호주에서 다닌 것을 제외하면 캘리포니아의 몬트클레어에서 자랐다. 그녀의 부모님은 동펜실베니아 출신이며, 언니와 남동생이 있다. 어릴때부터 <<오즈의 마법사>>를 읽으며 판타지에 대한 관심을 가지게 된 그녀는, J.R.R.톨킨의 <<반지의 제왕>>을 읽으면서 상상력을 키워나갔다. 햄블리는 리버사이드에 있는 캘리포니아 대학에서 중세 역사를 전공하고 1975년에 학위를 딴 뒤 1년동안 프랑스 보르도 대학에서 더 공부했다. 그녀는 대학에 다니는 동안 가라테를 배워 1978년 가라테 유단자가 되었고, 전국 대회에서 몇 번 우승하기도 하였다. 작가가 되기 전 그녀는 고등학교 교사, 모델, 웨이트리스, 기술 편집자, 주류점 점원, 가라테 사범 등 다양한 직업을 거치면서 글을 써 왔으며, 그녀가 처음으로 출판한 작품은 Time of the Dark (1982년, Del Rey)였다. 햄블리는 1994년에서 1996년 사이 SF(공상과학)과 판타지의 대통령이라고 불렸고, 그녀의 많은 작품들이 판타지와 호러부문에 후보로 올랐다. Those Who Hunt the Night(1989) (영국에서는 Immortal Blood로 출판)로 Locus Award 베스트 호러 소설 부문을 수상했고, Travelling With the Dead(1996)으로 the Lord Ruthven award 소설부문에서 수상했다. 햄블리는 SF작가인 George Alec Effinger와 결혼했으나 2002년 남편이 사망했다. 현재 그녀는 로스앤젤레스에 살고 있으며, 소설 외에도 수없이 많은 애니메이션 각본을 썼다. 글쓰는 일 외에도 춤, 뜨개질, 회화 그리고 목공 일에 관심이 많다.
햄블리는 몇가지 테마로만 소설을 쓴다. 그녀는 Winterlands trilogy의 폐경기의 마녀와 우뮤부단한 학자, 벰파이어 소설의 비밀 대리인인 지리학자 등 독특한 판타지 장르의 캐릭터를 선호한다. 그녀의 작품 속에는 많은 묘사는 인물들의 관계와 삶을 드러내는 행동을 보여준다. 햄블리의 작품 속에 등장하는 독특한 인물들은 죄책감으로 인한 고통을 겪는 인물들로, 일반적인 판타지 소설에서는 드문 유형에 속한다. 또한 그녀의 작품 속에서 깊은 중세 역사적 배경을 볼 수 있는데, 이것은 그녀의 전공과 관련된 것이다.

## 작품 목록
한국에 번역된 햄블리의 책은 딱 한 권 뿐이다. Those Who Hunt the Night(1989)가 그것으로, 국내에서는 밤을 사냥하는 자들이라는 제목으로 2003년 시공사에서 번역 출판되었다.
Darwarth - The Dawarth Trilogy
- The Time of the Dark (1982)
- The Walls of Air (1983)
- The Armies of Daylights (1983)

Sun Wolf and Starhawk
- THE UNSCHOOLED WIZARD (LADIS OF MANDRIGYN & WITCHES OF WENSHAR omnibus) (1987)
- The Ladies of Mandrigyn (1984 / 1985년 Locus award 후보)
- The Witches of Wenshar (1987 / 1988년 Locus award 후보)
- The Dark Hand of Magic (1990)
- A Night with the Girls (2010 / 단편)

Star Track Universe
- Ismael (1985)
- Ghost-Walker (1991)
- Crossroad (1994)

Winterlands
- Dragonsbane (1985 / 1986년, 1987년 Locus award 후보)
- Dragonshadow (1999 / 2000년 Locus award 후보)
- Knight of the Demon Queen (2000 / 2001년 Locus award 후보)
- Dragonstar (2002)
- Princess (2010)

The Windrose Chronicles
- The silent Tower (1986)
- The Silicon Mage (1988)
- Dog Wizard (1993 / 1994년 Locus award 후보)
- Stranger at the Wedding/Sorcer's Ward (1994)
- Firemaggot (2010 / 단편)

James Asher, Vampire Novels
- Those Who Hunt The Night / Immortal Blood (UK) (1988 / 1989년 최고의 호러 소설로 Locus award 수상)
- Traveling With The Dead (1995 / 1996년 Locus award 후보, 1996년 Lord Ruthven award 수상)
- Blood Maidens (2010)

Beauty and the Bist
- Beauty and the Bist novelisation (1989)
- Song of Orpheus (1990)

Sun-Cross
- The Rainbow Abyss (1991 / 1992년 Locus award 후보)
- The Magicians of Night (1992 / 1993년 Locus award 후보)

Star Wars Universe
- Chilcren of the Jedi (1995)
- Nightlily: The Lover's Tale (1995 / 단편)
- Taster's Choice: The Tale of Jabba's Chef (1996 / 단편)
- Murder in Slushtime (1997 / 단편)
- Planet of Twilight (1997)

Standalone Dawath Novels
- Mother of Winter (1996 / 1997년 Lotus award 수상)
- Iceflcon's Quest (1998)
- Pretty Polly (2010 / 단편)

The Benjamin January Misteries
- A Free Man of Color (1997)
- Fever Season (1998)
- Graveyard Dust (1999)
- Sold Down the River (2000)
- Die upon a Kiss (2001)
- Wet Grave (2002)
- Days of the Dead (2003)
- Dead Water (2004)
- Libre (2006 / 엘러리 퀸의 미스터리 매거진에 수록된 단편)
- Dead and Buried (2010)
- A Time to Evry Purpose Under Heaven (2010 / 단편)
- Ran Away (2011)

Raven Sisters
- Sisters of the Raven (2002)
- Circle of the Moon (2005)

Sherlock Holmes Short Story Pastiches
- The Adventure of the Antiquarian's Niece (2003)
- The Dollmaker of Marigold Walk (2003)
- The Lost Boy (2008)

The Abigail Adama Misteries(Written as Barbara Hamilton)
- The Ninth Daughter (2009)
- A MArked Man (2010)
- Sup with the Devil (2011)

Anne Steelyard: The Garden of Emptiness
- An Honorary Man (2008 / 그래픽 소설)
- The Gate of Dreams and Starlight (2009 / 그래픽 소설)
- A Thousand Waters (2011 / 그래픽 소설)

Standalone Works
- Bride of the Rat God (1994 / 1995년 Locus award 후보)
- Magic Time (2002 / Mark Zicree와 함께 작업, 2부작의 첫 번째:나머지 둘은 다른 작가들에 의해 쓰였다.)
- Renfield: Slave of Dracula (2006)
- Someone Else's Shadow (단편)

Historical fiction
- Search the Seven Hills (원제: The Quirinal Hill Affair) (1983)
- The Emancipator's Wife (2005 / 2006년 the Michael Shaara Prize 수상)
- Patriot Hearts (2007)